# ديفيسيت
ديفيسيت هو معدن نادر من معادن السيليكات من مجموعة البيروكسين، ويحوي على فلزات السكانديوم والكالسيوم والألومنيوم؛ ولوحدته البلورية الصيغة الكيميائية CaScAlSiO6، وهي تتبلور وفق نظام بلوري أحادي الميل.
كان الجيولوجي الأمريكي أندرو ديفيس Andrew M. Davis قد وصف سنة 1984 في تضمينات طبيعية لفلز السكانديوم في البيروكسين؛ ثم أكدت الجمعية الدولية للمعادن سنة 2005 وجود هذا المعدن، وسمي نسبةً إليه.